# SJ AB
SJ (formeel: SJ AB) is een Zweedse spoorwegonderneming in bezit van de Zweedse staat. SJ werd opgericht op 1 januari 2001, nadat het voormalige staatsbedrijf Statens Järnvägar werd opgesplitst in verschillende bedrijven. Het bedrijf bezit ruim 60 treinen en rijdt daarmee hogesnelheidslijnen, intercitylijnen, nachttreinen, internationale treinen naar Noorwegen en Denemarken en een aantal pendeltreinen rond Stockholm en het zuidwesten van Zweden. In 1990 verloor het toenmalige Statens Järnväger zijn volledige monopolie op het Zweedse spoor, alleen op het rendabele hoofdrailnet behield het zijn alleenrecht. De meeste regionale lijnen en stoptreinen in Zweden worden uitbesteed aan andere vervoerders.

## SJ Norge
SJ AB is volledig eigenaar van SJ Norge AS, de Noorste tak van het bedrijf. In juni 2019 won het de aanbesteding voor het vervoerspakket met de naam NORD, dat ze in bedrijf hebben van juni 2020 tot en met december 2030. SJ Norge hanteert de merknaam NORD voor hun zeven routes in Noorwegen:
1. Nordlandsbanen tussen Trondheim en Bodø
2. Dovrebanen tussen Oslo en Trondheim
3. Raumabanen tussen Dombås en Åndalsnes
4. Rørosbanen tussen Røros en Hamar
5. Meråkerbanen tussen Trondheim en de Zweedse grensstad Storlien
6. Saltenpendelen (over de Nordlandsbanen) tussen Rognan en Bodø
7. Trønderbanen tussen Steinkjer - Trondheim - Melhus (over de Nordlandsbanen en Dovrebanen)